# Pselliophora mesamericana
Pselliophora mesamericana är en tvåvingeart som beskrevs av Alexander 1944. Pselliophora mesamericana ingår i släktet Pselliophora och familjen storharkrankar.
Artens utbredningsområde är Guatemala. Inga underarter finns listade i Catalogue of Life.